# Project X (bordspel)

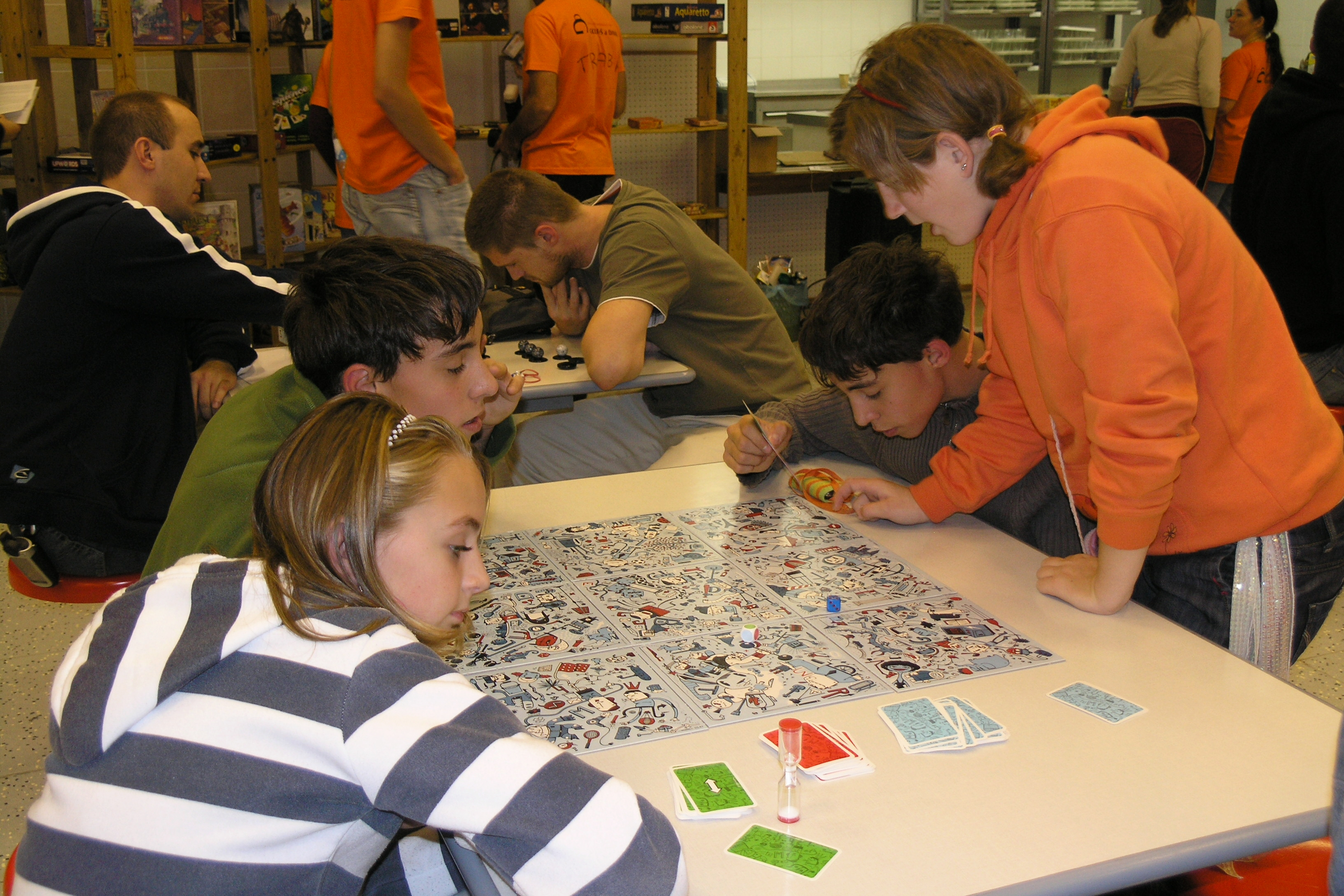
Project X

Project X is een bordspel. Het spel werd op 1 april 2006 in Gent voor het eerst getoond. Uitvinder van het spel is Arne Lauwers, het artwork werd verzorgd door Glenn d’Hondt.
Het spelbord bestaat uit 9 vierkante tegels van 21cm x 21cm. Deze tegels zijn langs beide zijden bedrukt met allerlei kleine en grote tekeningen, die chaotisch door elkaar staan. De negen tegels worden tegen elkaar in een vierkant gelegd.
Het spel kan door twee spelers of meer worden gespeeld. Op voorhand spreek je af tot hoeveel punten je speelt, bijvoorbeeld 10. Degene die het eerst dit aantal punten behaalt, is de winnaar. Elke beurt moet een speler een dobbelsteen gooien die een bepaalde kleur aangeeft : blauw, rood, of groen. Naast het bord ligt per kleur een stapel opdrachtkaarten. Na het bepalen van de kleur moet de bovenste kaart van de juiste stapel aan alle spelers worden getoond. 
- Op de blauwe kaarten staat een tekening, die zo snel mogelijk op het bord moet worden gevonden. Wie die deze tekening het eerst vindt, krijgt een punt.
- Op de rode kaarten staat een omschrijving of een categorie, waarvan een aantal voorwerpen op het bord te vinden zijn. De spelers moeten nu tegen elkaar opbieden over hoeveel voorwerpen zij kunnen terugvinden. Als iedereen behalve één speler past, moet de zandloper worden gestart. Vindt deze persoon de aangegeven hoeveelheid voorwerpen op het bord terug, dan wint zij of hij een punt.
- Op de groene kaarten staat ook een omschrijving of een categorie, maar de groene kaarten worden alleen gespeeld door wie aan beurt is. Deze gooit een tweede dobbelsteen die een cijfer aangeeft tussen 1 en 6 en moet dat aantal voorwerpen terugvinden op het bord binnen de tijd van de zandloper. Lukt dit, dan wint de speler een punt.

De blauwe, rode en groene kaarten bevatten soms aanduidingen dat het spelbord moet worden veranderd. Zo worden tijdens het spel de verschillende tegels omgekeerd, van plaats verwisseld en geroteerd. Het is op die manier moeilijk om tijdens het spel het bord van buiten te leren.